# Ley Döring
La Ley Döring es el nombre no oficial de una iniciativa presentada el 15 de diciembre de 2011 en el Senado de México, por parte del senador del Partido Acción Nacional, Federico Döring Casar, como una propuesta para reformar la ley federal de derecho de autor en México.

## Antecedentes
En el 2006 se presentó a varios países un acuerdo multilateral voluntario por parte de Japón y Estados Unidos para fijar leyes para la protección y respaldo a la propiedad intelectual ante la creciente carencia de leyes con facultades para proteger los derechos de autor. La mayoría de las negociaciones con los países que participaron en este acuerdo se hicieron en secreto por parte de los gobiernos federales de los países agregados voluntariamente y sin la intervención de senados y organizaciones internacionales como la ONU, ganándose el repudio de varios sectores de la población en los países agregados por violar derechos humanos.
En México el conocimiento sobre ACTA era escaso hasta el 2010 en que debates realizados durante el Campus Party, celebrado del 9 al 15 de agosto en el Distrito Federal por parte de empresas de telecomunicación, donde por primera vez se hablaba notoriamente del ACTA, la posición del gobierno mexicano, los cables de Wikileaks relacionados con el ACTA, y la posición de la sociedad civil, considerada por muchos como una ley de intromisión más que una ley de regulación.

### ACTA en México
Después de la penúltima ronda de negociaciones en Japón en octubre de 2010, el senador Carlos Sotelo del PRD comenzó un punto de acuerdo, que originó audiencias con los interesados y junto con un grupo de trabajo también conocido como Grupo de Trabajo Plural ACTA, para saber la opinión de la población y de las empresas y así dotar al Senado de México de conocimiento para fijar su posición.
El 17 de febrero del 2011 se celebró la primera de cuatro audiencias públicas en el senado mexicano trasmitida por el canal oficial del congreso por parte del senado representados por el Grupo de Trabajo Plural ACTA teniendo a miembros como: los senadores Beatriz Zavala y Federico Döring del PAN, Carlos Sotelo y Francisco Javier Castellón Fonseca del PRD, Francisco Xavier Berganza Escorza de Convergencia y Eloy Cantú Segovia del PRI, el Instituto Mexicano de la Propiedad Industrial (IMPI), el Instituto Federal de Acceso a la Información (IFAI), la Procuraduría General de la República, la La Comisión Nacional de Derechos Humanos, el Instituto Nacional de Ciencias Penales, junto con representantes de empresas relacionadas con la Música y Telecomunicaciones, y representantes de la sociedad civil a favor y en contra del acuerdo de la ACTA en México.
En la primera y la segunda reunión oficiada el 7 de abril del 2011 presentaron su posición a favor de ACTA los autores Armando Manzanero y Roberto Cantoral, el Instituto Mexicano de la Propiedad Industrial y el senador Eloy Cantú Segovia del Partido Revolucionario Institucional apoyándose en la falta de un marco legal para poder legalizar el intercambio de archivos, poder disminuir la piratería cultural y la obtención del apoyo internacional, dado que ACTA es un acuerdo multilateral siendo la mayoría de los representantes de empresas. Senadores y sociedad civil apoyaron no firmar el ACTA, ya que se consideraba que estaba basado en principios anárquicos y ambiguos afectando derechos humanos, haciéndolo inconstitucional e incosistente con las leyes Mexicanas y de derechos humanos de las organizaciones internacionales.
El Senador Francisco Javier Castellón Fonseca del Partido de la Revolución Democrática presentó ante la Comisión Permanente en el Congreso Mexicano un punto de acuerdo para evitar que el  Presidente de México firmara el ACTA. La propuesta fue aprobada por unanimidad por los integrantes de la Comisión de Defensa, Seguridad Nacional y Educación el 23 de julio del 2011, se le pidió oficialmente al Ejecutivo federal no firmar el ACTA y el 7 de septiembre del 2011 el senado se postuló oficialmente en contra de la ratificación del ACTA en México, deslindando por completo al Presidente de México sobre cualquier decisión respecto al tratado internacional.

## Ley Döring
El 15 de diciembre del 2011 en una sesión del congreso se presentó una iniciativa por parte del senador miembro del parlamento del Partido Acción Nacional Federico Döring Casar para modificar la ley de derechos de autor modificando artículos de la siguiente manera: añadir el artículo 151, modificar el artículo 231 y la adición de un Capítulo III, así como afectar los artículos 232 y 1 de la Ley Federal del Derecho de Autor.

### Marco Legal
Se propone la reformar el artículo 231 en sus fracciones III y X, la cual consideraría que poner a disposición copias de obras, fonogramas, videogramas o libros protegidos por los derechos de autor o por derechos conexos, o cualquier medio y en cualquier soporte material, sin la autorización de los titulares en términos de la Ley Federal del Derecho de Autor, constituiría un delito en materia de comercio.
También se propone la adición de los artículos 202 bis, 202 bis 1, 202 bis 2, 202 bis 3, 202 bis 4, 202 bis 5 y 202 bis 6 de la Ley de Propiedad Industrial, para crear un procedimiento de notificaciones en internet contra de la explotación normal de la obra. Facultando de esta manera al IMPI para notificar y solicitar a los proveedores de internet información de los usuarios de internet que cometan una infracción en contra de la explotación normal de las obras.

## Reacciones
A los días posteriores de haber sido hecha pública la propuesta, se mostró en redes sociales el descontento de varios sectores de la población, con el argumento de violar la privacidad con vacíos legales por la complejidad misma del funcionamiento de Internet, que pueden ser usados para otros fines que no sean los derechos de autor. Por citar un ejemplo, el artículo 231 dota de poderes para recibir datos del proveedor de servicios de Internet al Instituto Mexicano de la Propiedad Industrial, que podrá acceder a los datos privados de los usuarios afectando la privacidad de los ciudadanos Mexicanos.
A diferencia de la ley HADOPI en Francia, la ley Döring no cuenta con “tres Strikes”: se multa a la persona titular que tenga en registro la Dirección IP, cayendo en conflicto con las IP dinámicas y dando paso a demandas masivas, contradiciendo con esto el respaldo en contra del ACTA que el mismo senador de la bancada panista Federico Döring había dado.
También fue de interés y crítica por parte de varios medios escritos y digitales, tanto mexicanos como internacionales, el haber sido aprobada con un método para no tener que pasar por la observación pública, haciéndola impopular y siendo aprobada, tal cual paso con la Ley Televisa.